# Воєнна доктрина
Воє́нна доктри́на — декларація про державну політику в галузі воєнної безпеки. Це система офіційних поглядів і положень, що встановлює напрямок військового будівництва, підготовки держави і збройних сил до війни, способи і форми її ведення.